# Bhuchung D. Sonam
Bhuchung Dumra Sonam aussi écrit Bhuchung D. Sonam, né en 1972 à Riwoché, Ngamring, région autonome du Tibet, est un poète, journaliste et écrivain tibétain vivant en exil à Dharamsala.

## Biographie
Bhuchung D. Sonam naît en 1972 en pleine révolution culturelle à Riwoché, un petit village du Tibet central. En 1983, à l'âge de 11 ans, il s'enfuit en Inde, où il étudie à l'école des villages d'enfants tibétains à Dharamsala. Il est diplômé du Collège Saint-Xavier à Ahmedabad et obtient son diplôme de maîtrise en économie du Maharaja Sayajirao University of Baroda (en).
Son premier livre de poèmes est publié en 2002 et son deuxième en 2007. Cette même année, il obtient une bourse Fulbright pour étudier aux États-Unis, où il écrit Songs from a Distance.
Sonam travaille au ministère des Affaires étrangères du Gouvernement tibétain en exil, et est également traducteur.
Bhuchung Sonam est un membre fondateur du site TibetWrites, qui publie le travail créatif d'écrivains tibétains. Ses écrits sont publiés dans le Journal of Indian Literature, Himal Southasian, Hindustan Times, Tibetan Review et Seminar Journal, entre autres.
Il est membre du  comité éditorial du webzine Tibetan Political Review.

## Publications

### Poésie
- (en) Dandelions of Tibet, Winsome Books, 2002
- (en) Conflict of Duality, 2007
- (en) Songs from a Distance, 2009

### Livres
- (en) Yak Horns: Notes on Contemporary Tibetan Writing, Music, Film and Politics, Tibet Writes, 2012

### En tant qu'éditeur
- (en) Muses in Exile: An Anthology of Tibetan Poetry, Paljor publication, 2004
- (en) Tibetan self-immolations de 1998 à 2012, Kirti Monastery , 2012

### Traductions
- (en) Mindful Education: Theory and Practice
- (en)  Dr. Lobsang Wangyal, My Life My Culture, préface du 14e dalaï-lama, traduit avec Dhondup Tsering, Ridak Publisher, 2007.
- (en)  Tenpa Soepa, Twenty Years of My Life in China's Death Camp, 2008